# 和泉短期大学
和泉短期大学（いずみたんきだいがく、英語: Izumi Junior College）は、神奈川県相模原市中央区青葉2-2-1に本部を置く日本の私立大学。1960年創立、1965年大学設置。大学の略称は和泉。

## 概観

### 大学全体
- 神奈川県相模原市中央区に所在した日本の私立短期大学で、設置主体は学校法人和泉短期大学[1]。
- 学校法人クラーク学園により1965年、東京都世田谷区において開学。当初より児童福祉科のみの単科短大で、元々は女子のみの短期大学だったが、2001年度入学生より共学化されている。単位相互制度がある。

### 建学の精神（校訓・理念・学是）
- 和泉短期大学における建学の精神は「キリスト教精神」となっている。

### 教育および研究
- 和泉短期大学は、児童福祉に関するカリキュラムほか「キリスト教保育」や「キリスト教倫理」・「パイプオルガン入門」といった科目がある。また、国際人として保育や福祉に携わることをねらいにフィンランドやスウェーデンなどヨーロッパ諸国における海外研修が行なわれている。

### 学風および特色
- 和泉短期大学は、J・Cクラーク博士により創設された基督教児童福祉会が発端となっていることから、キリスト教の思想に基づいた教育が行われている。日本のプロテスタントのキリスト教主義学校の組織であるキリスト教学校教育同盟に加盟している。

## 沿革
- 1960年
  - 玉川保母専門学院を設置[2]。
- 1965年
  - 1月25日 左記を以て文部省[注 1]より短期大学の設置が認可される[3]。
  - 4月1日 和泉短期大学が以下の学科体制にて開学[注 2]。
    - 児童福祉科 入学定員40名[注 3]

  - 5月1日 学生数[6]/定員
    - 児童福祉科 44[注釈 1]/40
- 1966年
  - 5月1日 学生数[7]/定員
    - 児童福祉科 146[注釈 1]/80
- 1976年
  - 4月1日 相模原市にキャンパス移転[8]し、児童福祉科の入学定員を40→250に増員する[注 4]。
  - 5月1日 学生数[12]/定員
    - 児童福祉科 491[注釈 1]/290
- 1977年
  - 5月1日 学生数[13]/定員
    - 児童福祉科 891[注釈 1]/500
- 1985年
  - 5月1日 学生数[14]/定員
    - 児童福祉科 818[注釈 1]/500
- 1986年
  - 5月1日 学生数[15]/定員
    - 児童福祉科 831[注釈 1]/500
- 1987年
  - 5月1日 学生数[16]/定員
    - 児童福祉科 852[注釈 1]/500
- 1992年
  - 5月1日 学生数[注 5]/定員
    - 児童福祉科 821[注釈 1]/500
- 1999年
  - 5月1日 学生数[19]/定員
    - 児童福祉科 736[注釈 1]/500
- 2000年
  - 4月1日 児童福祉科を児童福祉学科に改称[20]。
- 2001年
  - 4月1日 男子の募集を開始[注 6]。
- 2010年
  - 4月1日 専攻科の設置が認められ、以下の課程を設ける[注 7]。
    - 介護福祉専攻 入学定員20名
- 2013年
  - 4月1日 学校法人名をクラーク学園から和泉短期大学に名称変更[注 8]。
- 2022年
  - 4月1日 児童福祉学科の入学定員を250→200に減員[27]。
- 2024年
  - 4月1日 専攻科介護福祉専攻をヒューマンケア専攻に改組される[28]。

## 基礎データ

### 所在地
- 神奈川県相模原市中央区青葉2-2-1

### 交通アクセス
- 最寄りのバス停留所は「和泉短大前」となっており、以下の各駅からの便がある。また、淵野辺駅と相模大野駅の各駅より「スクールバス」が運行されている。
- JR横浜線淵野辺駅
- JR相模原駅
- 小田急小田原線相模大野駅

### 象徴
- 和泉短期大学のカレッジマークは盾をイメージしており、その上部には短大の英字略称である「IJC」の文字、下部にキリスト教の十字架を表す絵が記されている[注 9]。

## 教育および研究

### 組織

#### 学科
- 児童福祉学科 入学定員200名[1]

#### 専攻科
- ヒューマンケア専攻 入学定員20名[1]

#### 別科
- なし

##### 取得資格について
資格
- 保育士

教職課程
- 幼稚園教諭二種免許状

### 研究
- 『和泉短期大学研究紀要』[30]

## 学生生活

### 部活動・クラブ活動・サークル活動
- 和泉短期大学のクラブ活動
  - 体育系：バスケットボール・バレーボールほか
  - 文化系：ボランティア・手話・軽音楽ほか

### 学園祭
- 和泉短期大学の学園祭は「いずみ祭」と呼ばれ毎年、概ね10月下旬に行われている。

## 大学関係者と組織

### 主な卒業生
- 大谷譲二：プロレスラー

## 施設

### キャンパス
- 体育館
- 和泉クラーク・ホール：パイプオルガンがある。
- 健康管理センター(学生相談室、保健室)
- 進路支援センター
- 実習サポートセンター
- キャリアデザインセンター
- 地域連携推進センター
- ラーニングセンターwill
- ミュージックラボラトリー
- ピアノ室
- 学生食堂
- 図書館
- テニスコート
- 総合グラウンド

## 対外関係

### 系列校
- 和泉福祉専門学校 (1985年4月～2010年3月)

## 社会との関わり
- 子育て支援プログラムがある。
  - 子育てサロン『はっぴい』がある。
  - FMさがみ「和泉短期大学 ラジオ子育てQ&A」を提供している。

## 卒業後の進路について

### 編入学・進学実績
- これまでの実績では、つくば国際大学・聖学院大学・目白大学・大正大学・東海大学・東洋大学・日本社会事業大学・立教大学・ルーテル学院大学・日本福祉大学・関西福祉科学大学・梅花女子大学・鶴見大学短期大学部専攻科などがある。